# Maria Wicherkiewicz
Maria Wicherkiewicz (z domu Sławska, ps. Malka, ur. 1875 w Szamotułach, zm. 1962 w Poznaniu) – polska malarka, literatka i historyczka.

## Życiorys
Była córką Stanisława Sławskiego i Konstancji z domu Ziołeckiej. Malarstwa uczyła się od wczesnego dzieciństwa. Naukę w tym zakresie pobierała początkowo w Poznaniu, a następnie w Gdańsku. Malowała przede wszystkim portrety kobiet i postaci Żydów, martwe natury oraz widoki zabytków i starych części miast, przede wszystkim Poznania. Miodosytnik z Chwaliszewa (1900) pozostaje w zbiorach Muzeum Narodowego w Poznaniu. Po 1904 poświęciła się działalności literackiej. Publikowała wiersze i opowiadania w prasie poznańskiej. W tym też okresie zajęła się historią dziejów miasta, m.in. szczegółowo penetrowała archiwa. Efektem tych prac była publikacja opracowań dotyczących przeszłości Poznania i jego zabytków (m.in. Zamku Królewskiego, pobytu Napoleona, historii szlachty poznańskiej i innych). W 1916 wydała pracę źródłową poświęconą Pałacowi Działyńskich.

## Życie prywatne
W 1894 wyszła za mąż za Bogdana Wicherkiewicza, właściciela gdańskiej kliniki okulistycznej. Po ślubie małżonkowie przenieśli się do Poznania, gdzie łatwiej było wychować dzieci w duchu polskości i gdzie Wicherkiewicz otworzył kolejną klinikę okulistyczną (przy Świętym Marcinie 11). Mieli trójkę dzieci: Janinę, Izabellę i Stefana. Była ciotką Anieli Sławskiej i siostrą Stanisława Sławskiego (młodszego). Spoczywa na cmentarzu Zasłużonych Wielkopolan.

## Publikacje
Niektóre publikacje:
- Wrażenia z podróży do Afryki i Włoch,
- W słońcu Italii,
- Ballada o Edwardzie Raczyńskim,
- Roman Ziołecki,
- Bazar w Poznaniu,
- Kochanek wieków. Jan Quadro z Lugano,
- Książę wiedzy (o Józefie Strusiu)[2].

## Upamiętnienie
W 1995 Muzeum Literackie Henryka Sienkiewicza zorganizowało wystawę Miłośniczka Poznania – Maria ze Sławskich Wicherkiewiczowa. Na poznańskich Podolanach znajduje się ulica jej imienia.